# Gudenåbroen
Die Gudenåbroen ist eine Straßenbrücke über den Gudenå westlich von Randers in Ost-Jütland, Dänemark. Sie wird vom Nordjyske Motorvej genutzt, der Teil der Europastraße 45 ist und an dieser Stelle zusammen mit der Primærrute 16 von Grenaa nach Ringkøbing geführt wird. Die Brücke liegt zwischen dem Anschlussstelle Randers C und der Raststätte Gudenå.
Die knapp 400 Meter lange Brücke besteht aus zwei parallel verlaufenden Plattenbalkenbrücken, die je zwei Fahrspuren tragen. An der Westseite des westlichen Brückenträgers ist zusätzlich ein Fußweg angebracht.